# Орловский, Дмитрий Дмитриевич
Дмитрий Дмитриевич Орловский (18 октября 1906, Москва — 4 декабря 2004, там же) — советский и российский актёр театра и кино, заслуженный артист РСФСР (1989).

## Биография
Дмитрий Орловский родился 18 октября 1906 года в Москве. В 1918—1923 годах работал в деревне Слободище Смоленской губернии. В 1928—1931 годах служил в 8-м Краснознамённом полку имени Воровского, увлекался спортом и самодеятельностью. В 1931—1932 годах был заведующим клубом Московского завода «Красный пролетарий». В 1932—1933 годах его вновь призвали в армию, но он намеренно добился исключения из партии, чтобы уйти из армии. После этого Орловский работал в самодеятельном театре кооперации и торговли (1933—1935), подал апелляцию в ЦКК и был восстановлен в партии.
Затем поступил на работу в ТРАМ (будущий Ленком, 1935—1938), в 1939 году впервые снялся в кино, сыграв небольшую роль железнодорожника в фильме «Ошибка инженера Кочина». Во время Великой Отечественной войны работал во фронтовой концертной бригаде на переднем крае. После войны работал директором театра сначала в Якутске, затем во Владимире. Позже служил в Первом театре Группы советских войск в Германии, вернулся в Москву и пришёл в ЦТСА. С 1962 года служил в Театре-студии киноактёра.
Скончался 4 декабря 2004 года в Москве на 99-м году жизни. Похоронен на Даниловском кладбище (уч.14).

## Награды
- Медаль «За оборону Москвы» (1946)
- Медаль «За доблестный труд в Великой Отечественной войне 1941—1945 гг.» (1946)
- Орден Отечественной войны II степени (1986)
- Заслуженный артист РСФСР (9 ноября 1989).

## Работы в театре

### ТРАМ
- «Как закалялась сталь» (постановка — И. Я. Судакова) — конвоир

## Фильмография
- 1939 — Ошибка инженера Кочина — железнодорожник (нет в титрах)
- 1956 — Необыкновенное лето — член губернского Совета (нет в титрах)
- 1957 — Случай на шахте восемь — старый рабочий, у которого разрушили дом
- 1959 — Песня о Кольцове — эпизод
- 1961 — Битва в пути — начальник цеха, участник производственного совещания (нет в титрах)
- 1961 — Високосный год — Федорчук
- 1962 — Остров Ольховый — эпизод (нет в титрах)
- 1963 — Оптимистическая трагедия — старый матрос
- 1963 — При исполнении служебных обязанностей  — официант (нет в титрах)
- 1964 — Верьте мне, люди — освобождённый заключённый, играет на баяне
- 1964 — Дочь Стратиона — Яворина
- 1964 — Зачарованная Десна
- 1964 — Казнены на рассвете… — рабочий, член кружка (нет в титрах)
- 1964 — Метель — денщик Бурмина
- 1965 — Как вас теперь называть? — комиссар партизанского отряда
- 1965 — Погоня — Зенин, охотовед
- 1965 — Сердце матери — преподаватель гимназии (нет в титрах)
- 1966 — Анетта — капитан
- 1966 — По тонкому льду — допрашиваемый
- 1966 — Сказка о царе Салтане — корабельщик
- 1966 — 1969 — Андрей Рублёв — старый мастер (озвучил Иван Рыжов)
- 1967 — Вий — селянин (нет в титрах)
- 1967 — И никто другой — народный заседатель
- 1967 — Крепкий орешек — отец Раисы Орешкиной
- 1967 — Путь в «Сатурн» — партизан (попал в плен вместе с Крамером)
- 1967 — Я люблю тебя, жизнь!.. — ветеран
- 1968 — Зигзаг удачи — член тиражной комиссии (нет в титрах)
- 1968 — Золотой телёнок — начальник строительства (нет в титрах)
- 1968 — Новые приключения неуловимых — офицер в бильярдной (нет в титрах)
- 1968 — По Руси — эпизод (нет в титрах)
- 1968 — Шестое июля — делегат съезда
- 1969 — Обвиняются в убийстве  — Данилов, председатель завкома (нет в титрах)
- 1969 — Опасные гастроли — старый матрос из Новороссийска
- 1970 — Алексеич — директор школы
- 1970 — Бег — телеграфист
- 1970 — Переступи порог — начальник почтового отделения
- 1970 — Поезд в завтрашний день
- 1971 — Если ты мужчина… — шофёр автобуса
- 1971 — Ехали в трамвае Ильф и Петров — сотрудник редакции на чествовании челюскинцев (нет в титрах)
- 1971 — Тропой бескорыстной любви — лесник Михалыч
- 1971 — У нас на заводе — проводник
- 1971 — Офицеры — фельдшер в железнодорожной сторожке (нет в титрах)
- 1971 — 1972 — Руслан и Людмила — Баян, гусляр
- 1972 — Человек на своём месте — Николай Пантелеймонович
- 1973 — И на Тихом океане… — дед Вершинин
- 1973 — Настенька
- 1973 — Последний подвиг Камо — член приёмной комиссии (нет в титрах)
- 1973 — Сибирский дед — генерал
- 1973 — Транзит на север — Петровский
- 1973 — 1983 — Вечный зов (4 (16) серия — «Противостояние») — Филат Филатович
- 1974 — Любовь земная — член райкома
- 1975 — Агония — односельчанин Распутина (озвучивал Иван Рыжов)
- 1975 — Бриллианты для диктатуры пролетариата (фильм) — Карпов
- 1975 — Вариант «Омега» — заведующий ЗАГСом
- 1975 — Мой дом — театр — швейцар в театре
- 1975 — Роса — дед Алексей, кузнец, дедушка Троши
- 1975 — Честное волшебное — мастер Клей
- 1976 — Дни Турбиных — почтальон
- 1976 — Рождённая революцией (7-я серия — «В ночь на 20-е») — дед Нины
- 1977 — Инкогнито из Петербурга — старик с подносом, купец
- 1977 — Судьба (фильм, 1977) — член райкома
- 1977 — Фронт за линией фронта — Солодов, «Трофимыч»
- 1978 — Поговорим, брат… — Фёдор Лукич, машинист поезда
- 1979 — Гараж — полковник
- 1979 — Отец и сын (фильм 2-й «Эхо далеких выстрелов») — Еремеич
- 1980 — В начале славных дел (СССР, ГДР) — эпизод
- 1980 — Вторжение — Афанасий Трофимович (роль озвучена другим актёром)
- 1980 — Депутатский час — Сергей Иванович
- 1980 — Юность Петра — Артамон Сергеевич Матвеев
- 1981 — Василий и Василиса — сосед
- 1981 — Любовь моя вечная — эпизод
- 1982 — Василий Буслаев — Андрон Многолетище
- 1982 — Гонки по вертикали — профессор Сергиевский, коллекционер-знаток
- 1982 — Домой! — дворник на вокзале
- 1982 — Предисловие к битве
- 1982 — Рысь выходит на тропу — лесник Михалыч
- 1983 — Водитель автобуса — ветеран
- 1983 — Духовой оркестр — Матвеич
- 1983 — Признать виновным — Иван Михайлович Назаров, «общественник»
- 1983 — Приступить к ликвидации — Чернышёв, следователь прокуратуры
- 1984 — Особое подразделение — партизан (нет в титрах)
- 1984 — Рябиновые ночи — дед Филипп
- 1985 — Битва за Москву — командир-ополченец
- 1985 — Дикий хмель — попутчик Наташи (нет в титрах)
- 1985 — Русь изначальная — Беляй
- 1985 — Хочу тебе сказать… — Алексей Николаевич, профессор, художник
- 1985 — Чёрная стрела — Картер
- 1986 — Капабланка (СССР, Куба) — Семён Иванович, дворник
- 1986 — Лермонтов — денщик
- 1986 — Мужские тревоги — родственник Ивашова
- 1986 — Рысь возвращается — лесник Михалыч
- 1987 — Ловкачи — Макар Макарович
- 1992 — Одна на миллион — слесарь
- 2001 — И была ночь — старик